# The Band Kept Playing
The Band Kept Playing è il quarto album del gruppo The Electric Flag, riunito per l'occasione di fare un disco dopo anni in cui ogni componente aveva intrapreso una carriera diversa. Il disco fu pubblicato nel 1974 dalla Atlantic Records e prodotto da Jerry Wexler.

## Tracce
Lato A
1. Sweet Soul Music – 3:55 (Roger Troy, Mike Bloomfield)
2. Every Now and Then – 3:40 (Buddy Miles, Roger Troy)
3. Sudden Change – 3:55 (Roger Troy)
4. Earthquake Country – 4:00 (Nick Gravenites)
5. Doctor Oh Doctor (Massive Infusion) – 5:20 (Nick Gravenites)

Lato B
1. Lonely Song – 3:57 (Mark Naftalin)
2. Make Your Move – 4:17 (Barry Goldberg, Buddy Miles)
3. Inside Information – 3:40 (Sonny Thompson)
4. Talkin' Won't Get It – 4:10 (Mike Bloomfield, Buddy Miles)
5. The Band Kept Playing – 5:15 (Mike Bloomfield)

## Formazione

### Ufficiale
- Nick Gravenites - voce, chitarra
- Mike Bloomfield - chitarra
- Barry Goldberg - tastiere
- Roger Troy - basso
- Buddy Miles - batteria

### Ospiti
- Richard Nevell, The King Biscuit Boy - armonica
- George Terry - chitarra ritmica
- Richard Tee - tastiere
- Abby Galuten - tastiere
- Barry Beckett - mellotron, moog
- Nick Marrero - percussioni
- "The Bonnaroo Horns" - horns
- Peter Graves - arrangiatore strumenti a fiato e direttore musicale
- Barry Beckett - arrangiatore strumenti a fiato
- Roger Troy - arrangiatore strumenti a fiato
- Jerry Wexler - arrangiatore strumenti a fiato, produttore